# 이지도어 아이작 라비
이지도어 아이작 라비(영어: Isidor Isaac Rabi, 1898년 7월 29일-1988년 1월 11일)는 유럽 갈리시아(오늘날 폴란드 지역)에서 태어난 미국의 물리학자이다.
1944년 핵자기 공명의 발견에 대한 공로로 노벨 물리학상을 수상하였다.

## 생애

### 초기
라비는 오스트리아-헝가리 제국의 갈리시아(Galicia, 오늘날의 폴란드) 지역의 전통적인 유대인 가정에서 태어나서, 이듬해 미국으로 왔다.
그는 1919년 코넬 대학교에서 화학을 전공하여 학사 학위를 받았고, 1927년 컬럼비아 대학교에서 박사 학위를 받았다.
그는 장학금으로 2년동안 유럽에서 닐스 보어, 베르너 하이젠베르크, 볼프강 파울리와 오토 슈테른 등의 저명한 물리학자들과 함께 일할 수 있었다.
그 후 그는 컬럼비아 대학교에서 일하기 시작하여 평생을 그곳에서 보냈다.

### 경력
1930년, 라비는 원자핵에서 양성자들을 묶어주는 힘의 특성에 대해 연구하였다.
이 연구는 결국, 분자-빔 자기 공명 검출 방법을 만들어 냈고, 이 업적으로 1944년 노벨 물리학상을 수상하였다.
1940년, 그는 컬럼비아 대학을 떠나, 매사추세츠 공과대학교 방사선 연구실(Radiation Laboratory)에서 Associate Director로 레이다 개발과 원자 폭탄에 관한 일을 했다.

전쟁이 끝난 후, 그는 레이저와 원자 시계에 관한 연구를 계속하였다.
그는 브룩헤이븐 국립 연구소(Brookhaven National Laboratory) 와 유럽 입자 물리 연구소(CERN)의 설립자 중의 한 명이다.
그는 해리 트루먼 미국 대통령의 두 번째 과학 기술 정책 위원이었다.

## 저서
- Rabi, Isidor Isaac (1960). 《My life and times as a physicist;》. Claremont College. 55쪽.
- Rabi, Isidor Isaac (1970). 《Science: The Center of Culture》. New York: World Publishing Co.
- Rabi, Isidor Isaac; Robert Serber, Victor F. Weisskopf, Abraham Pais, Glenn T.Seaborg (1969). 《Oppenheimer: The Story of One of the Most Remarkable Personalities of the 20th Century.》. Scribner's.

## 같이 보기
- 원자 시계
- 핵자기 공명
- 라비 문제